# أياز زاخويي
أياز يوسف أحمد أو أياز زاخويي (بالكردية: Eyaz Zaxoyî)(20 شباط/فبراير 1960 زاخو - 20 كانون الثاني/ يناير 1986 الموصل)، كاتب أغاني وملحن كردي مشهور من زاخو. اشتهر وذاع صيته في جميع ارجاء كردستان، كان مخلصاً لفنه ومحباً لوطنه.

## حياته
ولد اياز يوسف احمد الملقب بـ أياز زاخولي نسبة إلى مدينة زاخو في محافظة دهوك،عام 1960، نشأ في كنف أسرة فنية، درس الابتدائية والاعدادية الزراعية في مدينة زاخو.
عاش وترعر ضمن كنف عائلة محبة للفن وسمع أغاني ومووايل الجبال، بان عليه ميله للموسيقى والغناء حيث كان يتردد على أيوانات الطرب والغناء وهو ما زال صغيراً حيث لفت أنظار جده واعمامه وأشقائه على موهبته، كان يغني في حفلات المدرسة الابتدائية، إلى ان تجرأ على اعتلاء المنصة والتقاط المايكرفون في الحفلات والأعراس بصحبة شقيقه الفنان رمضان يوسف (باران) في عام 1976 وتطورت موهبته الفنية في تلك الحفلات. كما تعلم العزف على آلة الطنبور والعود.
كان اولادته ونشاته في مدينة زاخو الاثر البليغ في صقل موهبته، إذ تمتاز هذه المدينة بجغرافيا مميزة وطبيعة خلابة وتشكل حلقة الوصل بين أقليمين كبيرين في كوردستان وهما بوطان وبهدينان الغنيتن بالفن والمووايل والفلكلور والتراث القديم المحفوظ عن ظهر قلب والمخبأ في قلوب المغنيين والمطربين محافظين عليها من الزوال والاندثار، أصبحت المدينة محطة عبور وملاذ آمن للكثيرين من الفنانين المشهورين في عالم الفني الكردي مثل (مريم خان- سعيد جزيري – محمد عارف جزراوي) ولا زالت إلى اليوم تحتفظ بنخبة كبيرة من الفنانين المشهورين أمثال صباح زاخويي وعبدالقهار واسلام زاخويي ودلال وحاجي وبشار وسمير زاخويي.

## مسيرته الفنية
في عام 1980 سجل أغانيه على كاسيت ووزعه حيث كان ذلك الكاسيت كفيلاً بشهرته وذياع صيته في أرجاء الوطن وكذلك كان غنائه في الامسيات والسهرات الفنية برفقة الفنان الراحل صديق دربه ورفيق عمره أردوان زاخويي وصباح زاخويي دوراً كبيراً في شهرته ومحبة الناس له، لحن العديد من الاغاني المشهورة (Biskê te ziravin) «جدايلك رقيقة» (Heger dinya hemî gul bin)«ان كان الدنيا كلها ورود فوردة واحدة تكفيني» وغنى بأسلوب ونمط جديد بالتعاون مع الشاعر عبدالعزيز سليمان وبشار زاخويي.
مرحلة بغداد
بالرغم من قصر تلك المرحلة في حياته إلا انه كان له الاثر البليغ في مسيرته الفنية حيث ذهب إلى بغداد لغرض الخدمة الإلزامية في الجيش العراقي في بدايات الحرب العراقية الايرانية بالرغم من صعوبات الخدمة في الجيش ومعوقاتها إلا انه كان يخرج في الامسيات والحفلات في بغداد حيث لحق به أردوان وسمير زاخويي ايضاً وقاموا بتسجيل تلك الامسيات في بغداد على اشرطة كاسيت وانتشر ذلك الكاسيت كثيراً، كما طور من اسلوبه الفني وغنى بنمطه الخاص وسجل أولى أعماله الفنية بموسيقا متطورة وآلات حديثة من كلمات الشاعر عبدالعزيز سليمان عام 1983. وبعد صدور ذلك العمل وانتشاره بكثرة ونيله محبة الجمهور وتقديره، ذهب عام 1984 إلى القسم الكوردي في إذاعة بغداد وسجل فيها 13 أغنية.
ثم صدر له عمل آخر من كلمات العديد من الشعراء المشهورين مثل عبدالعزيز سليمان وحبيب كلش وبدرخان سندي وصبري بوطاني وألحان سمير زاخويي وقام لاحقا بتسجيل أغانيه في اذاعة بغداد على شريط كاسيت خاص ثم عاد إلى زاخو وسجل العديد من الاغاني والكليبات برفقة فرقة دهوك الفنية في عام 1985.

## أعماله
استطاع في عدة سنوات متتالية تسجيل العديد من الاغاني التي اشتهر بها كثيراً موزعة في 4 اشرطة كاسيت مسجلة باسلوب فني مميز، كما سجل 6 اشرطة كاسيت من الامسيات والليالي الفنية التي كان يقيمها برفقة أردوان وفنانين آخرين، بالإضافة إلى كاسيت مع فرقة دهوك الفنية وكاسيت آخر من أغانيه في إذاعة بغداد، ربما كان القدر اقرب اليه من تسجيل كمية أكبر من نتاجاته الفنية حيث اتسمت أعماله بالوطنية والفلكلورية وعن طبيعة كوردستان وجمالها.

## وفاته
اصيب اياز بالهزال الشديد بعد ان اشتد عليه المرض حيث كان يخفي ألمه على اهله ومحبيه ولكن بعد مراجعة الطبيب علم انه مريض بالسل الرئوي، نقل على اثره إلى مستشفى الموصل حيث فارق الحياة بتاريخ 26 كانون الثاني 1986 وهو ما زال في ريعان الشباب وفي عمر الـ26 عام، نقل جثمانه إلى زاخو حيث تجول به جمهوره ومحبيه محمولا على الاكتاف في شوارع زاخو بناء على وصيته على صوت أغنيته المشهورة (Welatê Min Bexçê Gulan)«وطني حديقة الورود» ووارى الثرى في مقبرة زاخو بجانب قبر والده.
اقيم له مع رفيقه دربه اردوان تمثال وضع في إحدى ساحات زاخو وكرم بعد رحيله واقامت له مديرية الثقافة والفنون في دهوك مهرجاناً فنياً كبيراً تقديرا للجهود الكبيرة التي بذلاها في خدمة الفن الكردي.